# 阿尔沃利
阿尔沃利，是西班牙加泰罗尼亚塔拉戈纳省的一个市镇。总面积21平方公里，总人口120人（2001年），人口密度6人/平方公里。